# فيلادلفيا دائما مشمسة (الموسم الحادي عشر)
الموسم الحادي عشر من المُسلسل الكوميدي الأمريكي فيلادلفيا دائماً مشمسة، بدأ عرضهُ في 6 يناير، 2016، على قناة FXX. وتكون من 10 حلقات، إنتهى عرضهُ في 9 مارس، 2016.

## الممثلين والشخصيات

### شخصيات رئيسية
- تشارلي داي بدور – تشارلي كيلي (10 حلقات)
- غلين هاورتون بدور – دينيس رينولدز (10 حلقات)
- روب ماكيلهيني بدور – ماك (10 حلقات)
- كايتلين اولسون بدور – دياندرا رينولدز (10 حلقات)
- داني ديفيتو بدور – فرانك رينولدز (10 حلقات)

### شخصيات متكررة
- ماري إليزابيث إليس بدور – النادلة (2 حلقتان)
- لانس باربربدور – بيل بونديروسا (2 حلقتان)
- ديفيد هورنسبي بدور – ماثيو «ريكيتي كريكت» مارا (1 حلقة)
- آرتيميس بيبداني بدور – آرتيميس (1 حلقة)
- برايان أنغر بدور – المحامي (1 حلقة)
- كاثرين ريتمان بدور – مورين بونديروسا (1 حلقة)
- أندرو فريدمان بدور – العم جاك كيلي (1 حلقة)
- ثيسي سيرفس بدور – مارغريت ماكبويل (1 حلقة)
- جيمي سيمبسون بدور – ليام ماكبويل (1 حلقة)
- نايت موني بدور – رايان ماكبويل (1 حلقة)
- ماري لين راجسكوب بدور – غايل ذا سنايل (1 حلقة)
- ليني ستيوارت بدور – السيدة. كيلي (1 حلقة)
- ساندي مارتن بدور – السيدة. ماكدونالد (1 حلقة)
- برايان أنغر بدور – المحامي (1 حلقة)
- ترافيس شولت بدور – بين الجندي (1 حلقة)
- رودي بايبر بدور – ذا مانياك (1 حلقة)
- ديف فولي بدور – المدير ماكلنتاير (1 حلقة)

### ضيوف الحلقات
- أندي باكلي بدور – أندي
- دين كاميرون بدور – دريسكو
- كورتني غاينس بدور – روتش
- كيفن فارلي بدور – تركي
- ريتشارد غريكو
- ريجينالد فيلجونسون بدور – القاضي ميلفوي
- غييرمو ديل تورو بدور – بابي ماكبويل
- براين دويل-موراي بدور – كابتن غارسيا
- توك واتكنس بدور – سكوت
- برايان كوغمان

## الحلقات
| تسلسل إجمالي | تسلسل الموسم | عنوان الحلقة "بالإنجليزية"                        | إخراج      | كتابة                     | تاريخ العرض    | رمز الإنتاج | عدد المشاهدين (بالمليون) |
| ------------ | ------------ | ------------------------------------------------- | ---------- | ------------------------- | -------------- | ----------- | ------------------------ |
| 115          | 1            | "Chardee MacDennis 2: Electric Boogaloo"          | هيث كولينز | روب ماكيلهيني وتشارلي داي | 6 يناير 2016   | XIP11005    | 0.716                    |
| 116          | 2            | "Frank Falls Out the Window"                      | هيث كولينز | ديفيد هورنسبي             | 13 يناير 2016  | XIP11004    | 0.511                    |
| 117          | 3            | "The Gang Hits the Slopes"                        | هيث كولينز | ديف وجون تشيرنين          | 20 يناير 2016  | XIP11001    | 0.609                    |
| 118          | 4            | "Dee Made a Smut Film"                            | تود بيرمان | إيريك ليجين               | 27 يناير 2016  | XIP11006    | 0.478                    |
| 119          | 5            | "Mac & Dennis Move to the Suburbs"                | تود بيرمان | هانتر كوفينغتون           | 3 فبراير 2016  | XIP11010    | 0.563                    |
| 120          | 6            | "Being Frank"                                     | هيث كولينز | سكوت ماردر                | 10 فبراير 2016 | XIP11002    | 0.536                    |
| 121          | 7            | "McPoyle vs. Ponderosa: The Trial of the Century" | تود بيرمان | كونور غالفن               | 17 فبراير 2016 | XIP11009    | 0.531                    |
| 122          | 8            | "Charlie Catches a Leprechaun"                    | هيث كولينز | جون سيلبيرمان             | 24 فبراير 2016 | XIP11003    | 0.515                    |
| 123          | 9            | "The Gang Goes to Hell"                           | تود بيرمان | ديفيد هورنسبي وسكوت ماردر | 2 مارس 2016    | XIP11007    | 0.485                    |
| 124          | 10           | "The Gang Goes to Hell: Part Two"                 | تود بيرمان | ديفيد هورنسبي وسكوت ماردر | 9 مارس 2016    | XIP11008    | 0.460                    |

## وصلات خارجية
- قائمة حلقات فيلادلفيا دائما مشمسة  على قاعدة بيانات الأفلام على الإنترنت